# 重庆历史
重庆是中华人民共和国四大中央直辖市之一，全国九个中心城市之一，长江上游的经济中心，四川成渝经济圈的中心城市之一。重庆定名于南宋，自南宋升为重庆府后逐渐发展成为四川地区政治与经济中心城市之一，并在近代因地理位置的优越又率先接触资本主义从而发展成为全国中心城市之一。

## 史前时代
在重庆市巫山县发现了原始人类的颌骨和牙齿，这一被定名为巫山人的发现表明在200多万年前重庆地区即有人猿的生存（巫山人属人还是猿仍有争论）。到新石器时代，位于今重庆市巫山县的大溪遗址（公元前4400年～公元前3300年）属于长江中游文化。而在今重庆市忠县发现的哨棚嘴遗址和文化则是重庆地区土著文化在新石器时代晚期的代表，与山东的龙山文化，长三角的良渚文化属于同一时期。在重庆市巴南区发现的熊家湾遗址是重庆主城发现的最大的新石器时代遗址，从文化属性上熊家湾遗址属于哨棚嘴文化，明确了重庆主城区在新石器时代晚期属于渝东新石器文化系统。

## 先秦时期
《华阳国志》记载：巴族“其属有濮、賨、苴、共、奴、獽、夷、蜑之蛮”。春秋战国时期迁入今重庆境内定都于江州（今重庆市渝中区）的是姬姓巴国，起源于汉江上游地区，其国境东至鱼复（今奉节县），西至焚遭（今宜宾市），北接汉中，南极黔涪，覆盖了今重庆市、湖北西部、陕西南部和四川东部的广阔土地，堪比其他七国。
殷商时期，姬姓巴国与殷王朝相互之间战事频发。商王武丁时与巴方发生过多次战争，均未能获胜，最后一次，武丁亲自统率商朝中期著名的女将妇好、名将沚震出征，还在国内征发村社众人参战，最后几乎是倾其全部兵力，才把巴国打败，但也因此，巴国与殷王朝结怨。商末周武王伐纣时，巴国也出兵参加伐纣联军，成为灭商的主力之一。《华阳国志》载:“周武王伐纣，实得巴蜀之师，著乎《尚书》。巴师勇锐，歌舞以凌，殷人前徒倒戈。故世称之曰:武王伐纣，前歌后舞也。”。“实得”二字，把巴国军队在灭商战争中的突出作用讲得非常清楚。

## 秦汉三国时期
公元前316年，秦灭巴国，自此重庆地区便由中原诸王朝所控制。秦灭巴国后，于前314年于其故地建巴郡，为三十六郡之一，治所在江州城（今重庆市渝中区）。
公元前206年汉刘邦取得巴蜀之地后，仍依秦制设巴郡。东汉时又增设涪陵、巴东两郡。并于今江北嘴一带新建一城，称北府城。巴郡太守一度于此办公。
重庆地区三国时期的遗产众多，包括白帝城和张飞庙等。三国演义里面的很多故事都发生在现重庆地区。

## 兩晋南北朝
曹魏灭蜀汉之后，四川地区分置益州和梁州，重庆属梁州。此后重庆地区先后隶属于西晋、北秦、南朝宋、南朝梁和北周。这一时期由于中原大乱，人口流动频繁，使中原文化对四川的影响达到了空前水平，而重庆地区则是首当其冲。

## 隋唐宋时期
隋文帝开皇元年（581年），以渝水（嘉陵江古称）绕城，改楚州为渝州。这就是重庆简称渝的来历。
唐代延续渝州之称，属山南西道管辖。
宋代时，重庆主城属夔州路管辖。1102年，宋徽宗改渝州为恭州。公元1189年，宋孝宗皇帝的第三个儿子、封在恭州为恭王的赵惇，因为孝宗让位给他而当上皇帝，他就是宋光宗。按照皇家制度规定，凡是皇帝继位前受封并居住的地方，都要由州升为府，光宗认为：他受封恭王是一喜庆，由恭王继承皇位又是一喜庆，一共是两重喜庆，所以他下令改恭州为重庆府。重庆得名至今已有八百余年了。 
宋太宗时（976年～997年），重庆西部地区仅4个军州（渝州、合州、昌州、南平军），只有6万户；到1080年已是11.2万户；到1102年已是13万户，30万人。今整个重庆市境内当时共有１２个府、州、监（军），1102年达71万余人，到公元1162年的南宋时，已猛增到110余万人了。
宋时重庆地区的交通是非常重要的。从四川运往东京汴梁（今河南开封市）和江南的物资多走水路，渝州便是一个中继站；四川中部的物产要首先经过嘉陵江及其支流涪江、渠江运出，合州是第一个集中地，然后再运往渝州集结，等到其他地方的物资汇集后再一道装船出川。在陆上交通方面，从荆襄入蜀到成都的人，多先乘船到万州（今万州区）上岸，经梁平、垫江，过邻水而达合州，再北上遂州（今遂宁市）、飞鸟（在今中江县境）、资阳，直到成都，这是当时一条省时省费的捷径，而合州则是中转站。南平军则是四川向贵州的出发点和由贵州进入四川的入口，也是商业要道。 
不仅是农业和工商业，宋代重庆地区的文化和理学也达到了巅峰状态。重庆地区现今唯一的世界文化遗产大足石刻就雕刻完成于宋代，而涪陵则是宋代理学研究的中心，形成了对朱熹等中国后世理学家有重要影响的涪陵学派，现涪陵区北山坪仍保留着点易园。

### 抗击蒙古
宋朝期间重庆地区和四川地区经济的蓬勃发展对抗击蒙古入侵打下了坚实的物质基础。
宋端平二年(公元1235年)，蒙古军队首次入川，于次年再攻四川，陷成都，全川震动。时任四川制置副使兼重庆知府彭大雅遂加固重庆城，并派部将于合州钓鱼城筑寨。淳祐三年(1243年)宋廷命余玠权兵部侍郎、四川安抚制置使兼知重庆府。淳佑四年正月，以余玠华、文阁待制，依旧四川安抚制置使兼四川总领财赋、夔路转运使、知重庆府，四川军事、政治、财政等主要机构都集中到了重庆。此后直到南宋灭亡共36年(1243年-1279年)，宋廷在成都府均未设制置使。
余玠在钓鱼山筑城，屯兵积粮，抗击南侵的蒙古大军，并作为保卫重庆的屏障。同时根据川南、川东的地形特点，攻防得失，于各地兴建城寨20座，构造了完整的山城防御体系，对支撑南宋半壁江山起到重要作用。。
1258年，蒙古大汗蒙哥、其弟忽必烈和大将兀良合台分三路大举进攻南宋。1259年蒙哥大汗亲自率领80万军队出征，在亲自督战攻打合州钓鱼城时被守军重炮击伤，于农历七月二十七日死于重庆缙云山下的北温泉。
蒙哥死后，在湖北前线的忽必烈匆忙和进攻潭州(今湖南长沙)的塔察儿，以及占领了大马士革、正在与埃及马木留克王朝军队作战的旭烈兀，为争夺汗位而匆忙回师重庆治丧，蒙古贵族集团即开始了长期的内部争战争夺汗位，而金帐汗国与伊儿汗国也于不久后开战。
钓鱼城抗蒙的胜利，在一定程度上扭转了世界局势，在蒙古西征已经到达叙利亚的时刻被迫回师，成功中断了蒙古第三次西征，避免了北非文化可能被蒙古军队彻底摧毁的灭顶之灾。
此后，一直到南宋灭亡，守将王立在元朝接受其不降旗、不收兵器、不改县志的条件下，有尊严的带领合川居民开城降元，并将合川县保留至今，结束了钓鱼城36年抵抗历史。

## 明清时期
明清两代，重庆府之称延续。
元末时农民起义军将领明玉珍领兵入川，平定巴蜀。于1362年称帝，建都重庆，国号大夏，年号天统，史称明夏。今江北区江北嘴附近仍存明玉珍之睿陵。
1371年明夏被已取得元大都的明朝所灭。明代，重庆府领3州、17县。明攻重庆后，因久经战乱，城墙破损，守城指挥使戴鼎乃重修重庆城，新城共辟有城门十七座，甚至比明京应天（今南京）多出四道（南京内城原有城门十三道），但有八道门徒具形式，无法开关，俗称“九开八闭”。而戴鼎所建新城，之后无多大更改，奠定了明清600多年重庆城的规模。
至清代，设川东道于重庆府，辖3府(重庆、夔州、绥定)、2个直隶州(忠、酉阳)和1个直隶厅(石柱)，完全成为四川东部的政治经济中心。清朝前期四川总督曾短暂驻于重庆。

### 重庆开埠
清光绪2年（公元1876年），英国以马嘉理事件为借口，强迫清政府签订《烟台条约》，其第三条第一款规定“又四川重庆府可由英国派员驻寓，查看川省英商事宜。轮船未抵重庆以前，英国商民不得在彼居住，开设行栈。俟轮船能上驶后，再行议办”，为重庆的正式开埠埋下了伏笔。1890年3月，中英再签《新订烟台条约续增专条》，其第一款规定：“重庆即准作为通商口岸，与各通商口岸无异。英商自宜昌至重庆往来运货，或雇佣华船，或自备华式之船，均听其便”。1891年3月1日，重庆海关正式开关收税，标志重庆正式开埠。
1895年，清朝在甲午战爭中被日本打敗，根据當年4月签訂的马关条约中規定清朝须把重庆(連同苏州、杭州、沙市)开放为通商口岸，重庆开始面向世界。
1898年2月，英商立德乐经长期准备后，驾驶“利川”号轮船抵达重庆，第一次有汽船抵达重庆。

### 清末的政治活动
早在1897年，改良主义思想家、四川的宋育仁在重庆创办了四川第一家报纸《渝报》，宣传维新思想，《渝报》于1898年4月停刊。而革命军的作者邹容则出生于重庆，今解放碑的一条路还被命名为邹容路。
1903年，四川第一个资产阶级革命组织公强会在重庆成立。1905年，中国同盟会在日本东京成立，重庆公强会代表童宪章、陈崇功等，在日本东京加入同盟会。并奉孙中山命令返回重庆建立重庆同盟会支部，为同盟会9个支部之一。
1911年武昌起义后，全国各地纷纷响应，同盟会重庆支部亦发起起义，与四川夏之时所率的起义新军联合，于11月22日进入重庆，宣布重庆独立。23日，成立蜀军政府，推重庆同盟会负责人张培爵为都督，夏之时为副都督。重庆遂进入民国时代。

## 民国时期
1911年，由于修建成渝铁路案搁浅，爆发了震惊中外的保路运动。
辛亥革命后，1913年，四川军政府废府设道，以道统县。废重庆府，置川东道，以川东道领导巴县、江津县、长寿县、綦江县、南川县、永川县、荣昌县、铜梁县、大足县、壁山县、武胜县、合川县、江北县、奉节县、巫溪县、巫山县、云阳县、万县、开县、达县、宣汉县、开江县、渠县、大竹县、万源县、忠县、酆都县、垫江县、梁山县、酉阳县、秀山县、黔江县、彭水县、石砫县、城口县、涪陵县等36县。今重庆主城区，隶属巴县。今重庆辖区内除潼南县以外，悉隶属川东道。
1921年，刘湘在重庆设置商埠督办处，任命杨森为督办，筹办市政。其时重庆市区范围未定，权以巴县城关即今渝中半岛部分及原江北县城附近一带居民区为辖区。1922年，将商埠督办处改为市政公所。1926年，又改为商埠督办公署，拓展城区，开始进行城市建设。1927年，又将商埠督办公署改为市政厅，潘文华任市长，划定重庆两江上下游南北两岸30华里为市区。但无明确边界。
1929年重庆从巴县分离，正式建市，编制为国民政府二级乙等省辖市，首任市长潘文华。
民國五年（1916年）至民國二十四年（1935年）升為院轄市之前，先後7次在重慶設立四川省長行署、四川省長公署、四川督軍公署、四川省政府。是當時四川省實際上的政治中心。
1936年改设四川省代为管理的一等院辖市（即地区代管的直辖市），并管理贵州省桐梓、遵义地区。
1939年5月5日，南京国民政府颁令，将重庆升格为甲等中央院轄市（即直辖市），重庆亦是既南京、上海、天津、青岛、北平后第六个中央院辖市，辖区范围大致为今重庆主城区，即渝中区、九龙坡区、沙坪坝区、九龙坡区以及江北区、南岸区，而北碚市（今北碚区）为中央行政院和临时政府所在地。

### 抗战陪都

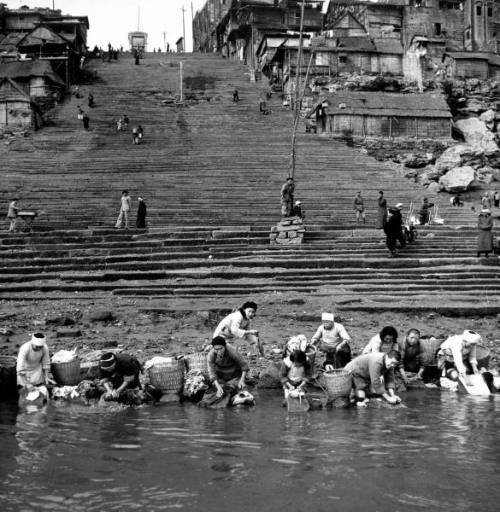
1941年朝天门的下江移民

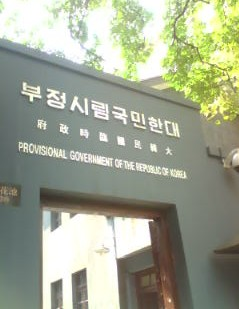
大韩民国临时政府旧址

抗日战争爆发后，抗战前线每况愈下，1937年7月淞沪会战打响后不久，国军便陷入被动，为防止首都被攻陷后陷入混乱，中华民国政府于1937年11月颁布《国民政府移驻重庆宣言》，定重庆为战时首都。16日，国民政府主席林森，遵循迁都大计，交代属下的文官、参军两处干员，清点好中华民国印信旗幡等重要器物，连夜登船，先离南京而首途重庆。并于12月1日正式办公，仅仅13天后日军便攻破南京。
- 重庆于1937年12月11日正式成为首都。
- 1937年9月，驻扎重庆的川军刘湘部攻入日租界，宣布收复租界。
- 1938年，英国、美国、法国、比利时、德国、瑞士驻中华民国大使馆移驻重庆。
- 1940年再定重庆为永久陪都[15]。
- 1941年12月，中华民国政府在重庆发表文书与纳粹德国宣战，德国大使馆关闭。
- 1941年12月，韩国流亡政府竄入今渝中区办公，经过国民政府许可，重庆成为1941-1945年间大韩民国（流亡政府）的临时駐地，韩国政府临时办公場所隨其四處逃竄而時有變化，如楊柳街、石板街，吳師爺巷1號，莲花池街38号（該處现有“大韩民国临时政府旧址”供参观）[16]。

在1937年到1944年间，重庆作为中华民国战时首都，来自浙江、湖南、安徽、湖北、江苏、上海等长江中下游地区的百万移民迁往重庆及其周边地区，这一群体被重庆本地居民称作“下江人”。同时，数以万计的企业、学校，近8万吨黄金都搬迁至重庆，因此重庆成为战争时期中国的政治、经济、文化中心，反法西斯战争远东指挥中心。
另外，国民革命军空军的作战飞机，美国志愿飞行团“飞虎队”都曾经驻扎在重庆。

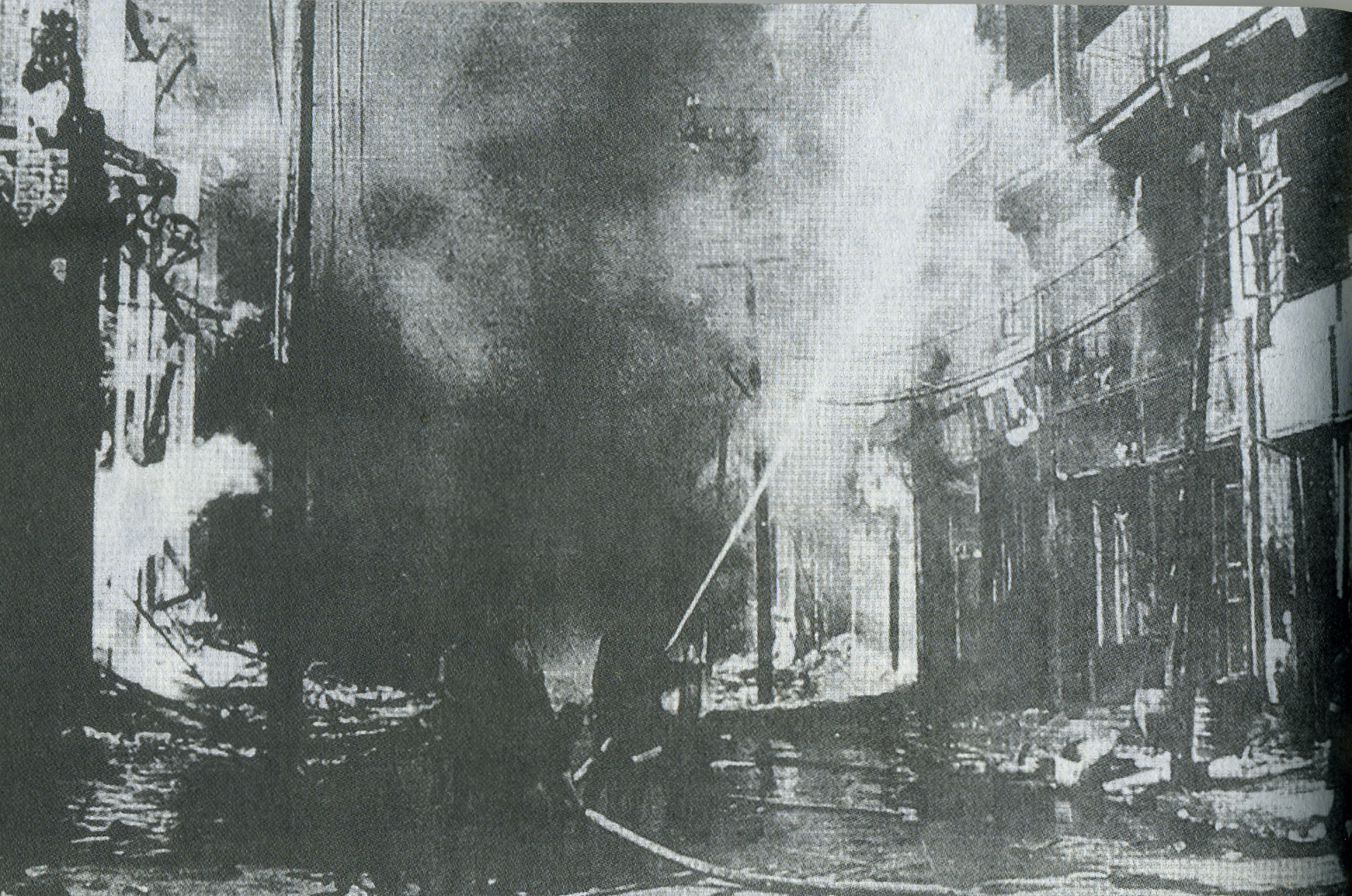
遭到轰炸后的重庆

在抗战中，重庆共组织川军62万人，占川军总数的一半还要多，是川军的绝对主力。出川作战的57个师中，有一半以上的部队均是重庆籍士兵。
重庆是中国战场最激烈，双方损失最严重的空战战场之一。据统计，在重庆大轰炸中，日机空袭重庆共达218次，出动飞机9513架次，投弹21593枚，炸死市民11889人、伤14100人，炸毁房屋17608幢，有30所学校曾被轰炸。国民革命军空军出动3117架次，击落日机191架，击伤400余架，击毙日军飞行员375人，中国军队损失飞机277架，有224名空军飞行员在空战中牺牲。重庆是中国战场上最大规模的空战战场。
后蒋中正在渝中区邹容路与五四路口设立“精神堡垒”昭示国民政府与重庆人民抗战到底，愿战败而亡不愿投降而亡的决心。在渝中区人民公园有重慶市消防人員殉職紀念碑，在临江门都市广场附近亦有重庆大轰炸纪念遗址。
1941年6月5日，位于重庆市渝中区公共防空大隧道中，躲避日军地毯式战略轰炸的7764名市民窒息死亡，酿成“大隧道惨案”，是重庆作为首都3年来单日死亡人数最多的一天。
据1980年代不完全统计，重庆的陪都遗迹有近400处，随着重庆数十年大规模建设，有些遗址已不复存在。现存有代表性的遗迹主要有两类，一是蒋介石、宋美龄等要人的官邸、旧居；二是国共第二次合作抗战在渝留下的纪念地，如重庆谈判、签订双十协定的旧址。位于重庆南山上的黄山国民政府遗址与总统官邸和位于渝中区的红岩村遗址（原属沙坪坝区）是重庆抗战文化中具有代表性、保存最完整和相对集中的一处文物大遗址。
1945年，中日战争结束，隔年国民政府还都南京。

### 國共內戰時期
- 1945年抗日战争胜利后，为避免内战、争取和平，政府（中國国民党）同中國共產黨在重庆进行了为期43天的和平谈判，史称「重庆谈判」。
- 1946年2月10日，重庆市區较场口在举行“庆祝政治协商会议成功大会”时发生骚乱事件，李公朴、施复亮稱其遭到殴打。郭沫若、陶行知、章乃器和新闻记者及劳协会员等六十余人也被打伤。中华人民共和国后来称其为“血案”“惨案”，而中华民国方面则称之为“較场口事件”。
- 民國三十八年（1949年）9月2日，重慶发生火灾，延燒十八小時，死亡近萬人，全市精華損失大半，中國國民黨指中國共產黨縱火（據《中華民國史事日誌》第四冊895頁），史稱九二火災。同月九日，南岸大火，焚燬八十餘家。
- 民國三十八年（1949年）10月11日，總統令公布政府將於10月15日第二次移渝辦公[29]

總統令 三十八年十月十一日 
政府遷廣州辦公，為時半載，在此時期中，政府為鞏固廣州及西南大陸反攻根據地，已有既定之部署，現匪軍雖已侵入粵境，但政府保衛我革命策源地廣州及西南大陸之決心，絕不因此而稍有動搖。茲為增強戰鬥力量，減少非戰鬥人員對軍事上之不必要負擔，中央政府定於本月十五日起在陪都重慶開始辦公，所有保衛廣州之軍政事宜，着由華南軍政長官余漢謀負責統一指揮。此令。

代　總　統　李宗仁

行政院院長　閻錫山

### 解放军攻占重庆
- 民國三十八年（1949年）10月13日，李宗仁代總統由穗飛桂林，行政院各首長由穗遷渝。
- 民國三十八年（1949年）10月15日，宣佈民國政府正式在渝辦公。
- 民國三十八年（1949年）10月18日，陪都各界歡迎政府遷渝大會。
- 民國三十八年（1949年）11月1日，中國人民解放军攻佔重庆的南泉战役打响。
- 民國三十八年（1949年）11月17日，美國宣佈關閉驻重慶領事館。
- 民國三十八年（1949年）11月27日，中國国民党中央直接授权中统对关押于渣滓洞、白公馆的中共政治犯进行“最后解决”，400多中共政治犯被处决，后被称为11.27事件。
- 民國三十八年（1949年）11月28日，民國政府由渝移蓉。

## 中华人民共和国时期

### 第一次直轄時期
- 1949年11月30日，中国人民解放军進入重庆[30]，随后成为西南军政委员会驻地（一年半以后撤销），为西南大区代管的中央直辖市，而当时西南大区驻地亦设在重庆[31]。
- 1952年6月，经过2年的突击式修建，连接四川省省会成都与当时的中央直辖市重庆的成渝铁路完工，这是中华人民共和国时期修建的第一条铁路线。西南军政委员会主席刘伯承，命令嘉奖西南铁路工程局两年修通成渝路，实现了四川人民40年的修路愿望。毛泽东为此亲笔题写“庆贺成渝铁路通车，继续努力修筑天成路”。
- 1954年7月，西南大区、川东行署区撤销，川东行署区首府北碚市并入重庆，重庆市从直辖市降为省辖市，重新并入四川省。

### 四川省治时期

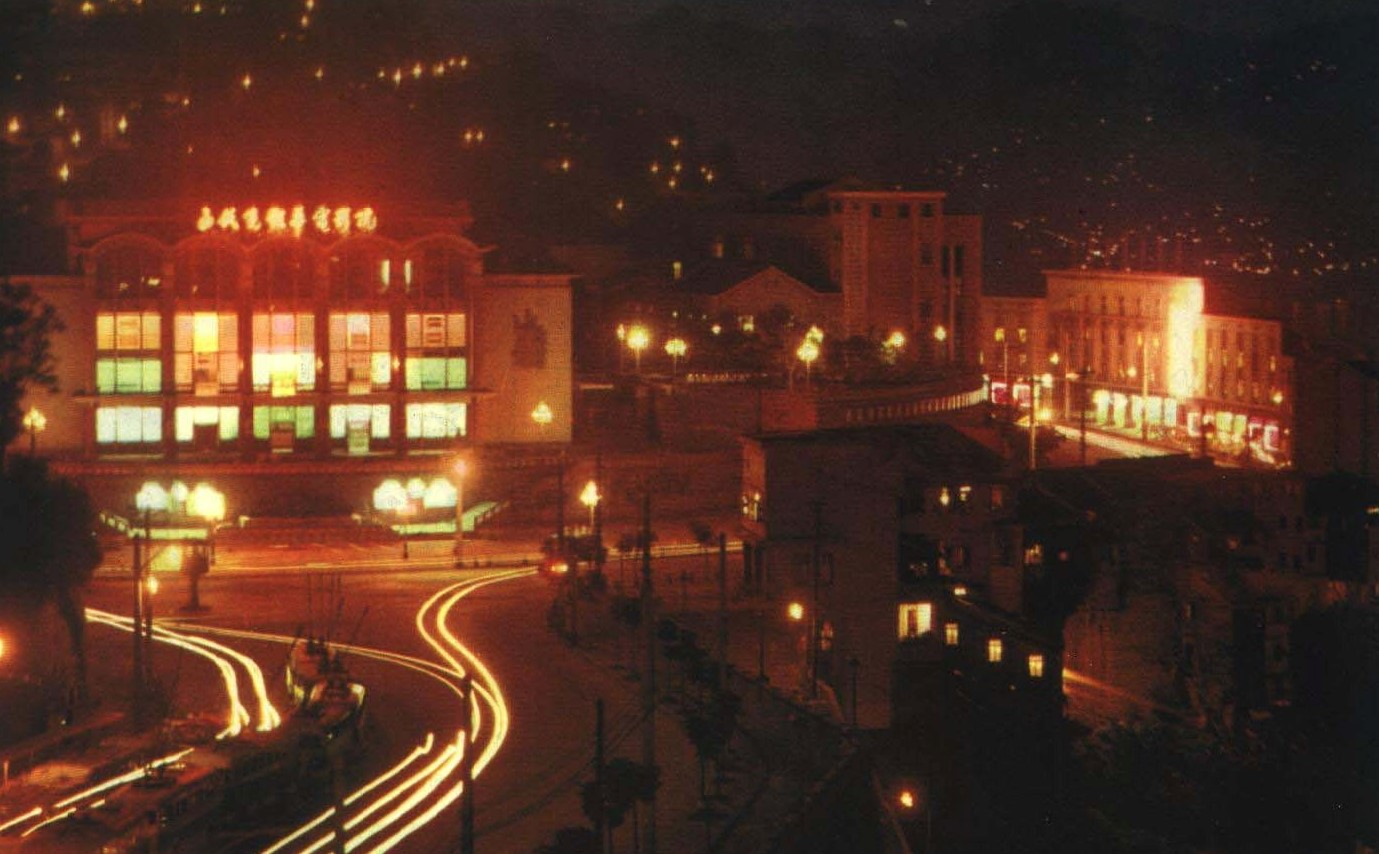
1963年的重庆夜景

- 1964年，北部湾事件爆发，三线建设开始，重庆成为三线建设的核心城市。从1964年至1968年4年间，从上海、江苏、东北等地内迁三线职工27万余人，占重庆当时企业职工的1/4以上。
- 1965年和1979年，全国三线建设重点控制铁路工程川黔铁路和襄渝铁路相继通车。
- 1969年-1972年文化大革命期间，重庆地区出现武斗，市区工业受到严重破坏，部分街道被夷为平地，由于兵工厂众多，重庆是全国武斗最严重的地区，共计死亡1170人，伤7000余人，失踪600余人，直接经济损失超过2亿元，其中发生在九龙坡区几个军工企业间的杨家坪武斗轰动全国，现沙坪坝区沙坪坝公园保留有全国唯一留存的红卫兵公墓[32]。
- 1983年，永川地区八个县并入重庆市，重庆成为中国第一个享有省级经济管理权限的计划单列市[33]。
- 1992年重庆辟为沿江开放城市。
- 1996年9月中央批准重庆市代管四川省万县市、涪陵市和黔江地区[34]。

### 第二次直辖时期
- 1997年3月14日，在中华人民共和国第八届全国人民代表大会第五次會議上，审议通过了将原四川省重庆市、万县市、涪陵市、黔江地区合并恢复设立重庆直辖市的议案；同年6月18日，重庆直辖市政府机构正式重新挂牌[35]。
- 2003年4月10日重庆市旨在缩小重庆主城区与新重庆地区经济差距的“百镇工程”正式启动，首批启动40个镇。标志全国城乡统筹计划实验实施的开始。
- 2003年12月23日晚22时15分，位于重庆开县高桥镇境内的中国石油川东钻探公司罗家16号井发生天然气井喷事故，造成国内最大的一次天然气泄漏事故，众多人员伤亡。
- 2005年10月12日至13日第五届亚太城市市长峰会在重庆召开，并指定重庆为常任主办城市。共有41个国家和地区、123个城市参会。
- 2009年1月16日，国务院发布国发〔2009〕3号《国务院关于推进重庆市统筹城乡改革和发展的若干意见》（国务院2009年3号）文件，把重庆市确定为“国家统筹城乡综合配套改革试验区”[36]。
- 2009年7月16日，科技部正式授予重庆渝北区“国家可持续发展实验区”牌匾[37][38]。
- 2010年2月，在住房和城乡建设部编制的《全国城镇体系规划》中，重庆被确定为国家中心城市。
- 2010年6月18日中国第三个副省级新区两江新区正式挂牌成立。 其面积为1200平方公里，包含重庆市渝北区、江北区、北部新区、北碚区(含蔡家组团)的部分区域，可开发面积约为650平方公里。但去除已建成区域150多平方公里，实际两江新区的可用面积为450多平方公里。
- 2010年6月29日，台灣海基會和中國大陆海協會在重庆簽訂《海峽兩岸經濟合作架構協議》，又稱《海峽兩岸經濟合作框架協議》（英文譯名：Economic Cooperation Framework Agreement，ECFA）。